# Ónil (Rússia)
Ónil (en rus: Оныл) és un poble (possiólok) del krai de Perm, a Rússia, pertany al raion de Gaini. En el cens del 2010 tenia 417 habitants.